# Clowns of Death
Clowns of Death was een Amerikaanse punkrockband, opgericht in 1984 in Garden Grove, Californië door zanger Mike Mullenix, gitarist Noodles, bassist Aaron Henderson en drummer James Lilja. Clowns of Death is vooral bekend door zijn nauwe verband met Manic Subsidal wat later The Offspring zou worden. Ook heeft Offspring-lid Dexter Holland bij Clowns of Death gezeten.

## Geschiedenis
Door de doorbraak van Californische punkbands zoals T.S.O.L., Social Distortion en The Adolescents werd in 1984 de vriendengroep met Mike Mullenix, Kevin "Noodles" Wasserman, Aaron Henderson en James Lilja aangespoord om een band te beginnen. Mike werd zanger, Noodles werd gitarist, Aaron werd bassist en James werd drummer. De naam van de band was gestolen van de band Oingo Boingo toen ze clubshows speelden om wat opwarmende optredens te krijgen. Toen ze het niet meer gebruikten, stalen ze die naam. James zat tijdens zijn in Clowns of Death ook bij de band Manic Subsidal. James had gitarist Dexter Holland van Manic Subsidal uitgenodigd om zich bij de band te voegen als gitarist, maar Dexter verliet de band al na een paar optredens om zich te focussen op zijn eigen band Manic Subsidal. In 1985 vertrok James ook bij Clowns of Death en ook Noodles voegde zich bij Manic Subsidal wat in 1986 zijn naam zou veranderen naar The Offspring. Na het vertrek van Noodles en James ging Clowns of Death uit elkaar.

## Leden
- Mike Mullenix - zang (1984-1985)
- Noodles - gitaar (1984-1985)
- Aaron Henderson - basgitaar (1984-1985)
- James Lilja - drums (1984-1985)
- Dexter Holland - gitaar (1984)